# Rèmol atlàntic d'arena
Rèmol atlàntic d'arena (Scophthalmus aquosus) és un peix teleosti de la família dels escoftàlmids i de l'ordre dels pleuronectiformes.

## Morfologia
Pot arribar als 45,7 cm de llargària total.

## Distribució geogràfica
Es troba a les costes de l'Atlàntic occidental (des del Golf de Sant Llorenç -Canadà- al nord de Florida -Estats Units-).